# Adenopteryx
Adenopteryx is een geslacht van vlinders van de familie snuitmotten (Pyralidae), uit de onderfamilie Chrysauginae.

## Soorten
- A. conchyliatalis Ragonot, 1891
- A. leucomochla Meyrick, 1933